# Union soviétique aux Deaflympics
L’URSS participe huit fois aux Deaflympics d'été depuis 1957 et six fois aux Deaflympics d'hiver depuis 1971.

## Bilan général
L’URSS a remporté le plus grand nombre de médailles des Deaflympics en 1969: 87 médailles dont 36 médailles d'or avec une première place par nombre de médailles.
En ce qui concerne les Deaflympics d'hiver, le record de médailles obtenues est 17 médailles : Deaflympics d'hiver de 1983.
| Année | Médaille d'or, Jeux olympiques | Médaille d'argent, Jeux olympiques | Médaille de bronze, Jeux olympiques | Total             | Rang              |
| 1957  | 13                             | 8                                  | 4                                   | 25                | -                 |
| 1961  | 30                             | 18                                 | 18                                  | 66                | -                 |
| 1965  | 29                             | 15                                 | 9                                   | 53                | -                 |
| 1969  | 36                             | 31                                 | 20                                  | 87                | -                 |
| 1973  | 26                             | 15                                 | 7                                   | 48                | -                 |
| 1977  | 26                             | 15                                 | 22                                  | 63                | -                 |
| 1981  | 21                             | 19                                 | 14                                  | 54                | -                 |
| 1985  | N'a pas participé              | N'a pas participé                  | N'a pas participé                   | N'a pas participé | N'a pas participé |
| 1989  | 18                             | 18                                 | 21                                  | 57                | -                 |
| Total |                                |                                    |                                     |                   |                   |

| Année | Médaille d'or, Jeux olympiques | Médaille d'argent, Jeux olympiques | Médaille de bronze, Jeux olympiques | Total | Rang |
| 1971  | 2                              | 3                                  | 2                                   | 7     | -    |
| 1975  | 5                              | 5                                  | 3                                   | 13    | -    |
| 1979  | 5                              | 5                                  | 3                                   | 13    | -    |
| 1983  | 6                              | 7                                  | 4                                   | 17    | -    |
| 1987  | 1                              | 3                                  | 6                                   | 10    | -    |
| 1991  | 5                              | 3                                  | 3                                   | 11    | -    |
| Total |                                |                                    |                                     |       |      |